# Хунхе (повіт)
23°22′09″ пн. ш. 102°25′10″ сх. д. / 23.36905° пн. ш. 102.41945° сх. д.
Хунхе (кит. 红河县, пін. Hónghé Xiàn) — один із повітів КНР у складі Хунхе-Хані-Їської автономної префектури, провінція Юньнань. Адміністративний центр — містечко Їса.

## Географія
Хунхе лежить на висоті близько 1300 метрів над рівнем моря на півдні Юньнань-Гуйчжоуського плато у середній течії річки Хонгха.

### Клімат
Повіт знаходиться у зоні, котра характеризується вологим субтропічним кліматом. Найтепліший місяць — червень із середньою температурою 25,1 °C. Найхолодніший місяць — січень, із середньою температурою 13,8 °С.
| Клімат повіту Хунхе     | Клімат повіту Хунхе | Клімат повіту Хунхе | Клімат повіту Хунхе | Клімат повіту Хунхе | Клімат повіту Хунхе | Клімат повіту Хунхе | Клімат повіту Хунхе | Клімат повіту Хунхе | Клімат повіту Хунхе | Клімат повіту Хунхе | Клімат повіту Хунхе | Клімат повіту Хунхе | Клімат повіту Хунхе |
| Показник                | Січ.                | Лют.                | Бер.                | Квіт.               | Трав.               | Черв.               | Лип.                | Серп.               | Вер.                | Жовт.               | Лист.               | Груд.               | Рік                 |
| Середній максимум, °C   | 19,4                | 22,3                | 26                  | 29,6                | 30,1                | 30,1                | 29,2                | 29,6                | 28,8                | 26,2                | 23                  | 19,8                | 26,2                |
| Середня температура, °C | 13,8                | 15,9                | 19,1                | 22,7                | 24,3                | 25,1                | 24,7                | 24,6                | 23,6                | 21,2                | 17,8                | 14,5                | 20,6                |
| Середній мінімум, °C    | 10,5                | 12,1                | 14,7                | 18,1                | 20,3                | 21,8                | 21,7                | 21,4                | 20,2                | 18,1                | 14,5                | 11,2                | 17,1                |
| Норма опадів, мм        | 16.1                | 20.6                | 26.1                | 53.6                | 116.7               | 120.2               | 155.1               | 109.7               | 75.4                | 63.3                | 58.7                | 16.7                | 832.2               |
| Вологість повітря, %    | 75                  | 71                  | 67                  | 66                  | 70                  | 76                  | 81                  | 79                  | 77                  | 77                  | 76                  | 75                  | 74.2                |
| ----------------------- | ------------------- | ------------------- | ------------------- | ------------------- | ------------------- | ------------------- | ------------------- | ------------------- | ------------------- | ------------------- | ------------------- | ------------------- | ------------------- |
| Джерело: data.cma.cn    |                     |                     |                     |                     |                     |                     |                     |                     |                     |                     |                     |                     |                     |